# Chủ nghĩa Marx trung tâm
Chủ nghĩa Marx trung tâm (tiếng Đức: Zentrismus) là một khuynh hướng Xã hội chủ nghĩa cánh Tả trong phong trào công nhân theo chủ nghĩa Marx, mà cố gắng hòa giải chính trị Cách mạng và chính trị Cải tổ. Thuật ngữ này có nguồn gốc từ chữ "marxistische Zentrum" ban đầu được dùng để chỉ nhóm marxist trung tâm trong Đảng Dân chủ Xã hội Đức chung quanh Karl Kautsky và August Bebel.